# Mariasole Pollio
Mariasole Pollio (Napoli, 18 luglio 2003) è un'attrice, conduttrice televisiva e conduttrice radiofonica italiana.

## Biografia
Nata nel 2003 a Napoli, Mariasole nel 2011 ha fatto la sua prima apparizione come attrice nella prima puntata della miniserie Violetta, mentre nel 2013 ha recitato nel cortometraggio Il mozzicone equilibrista diretto da Luigi Scaglione. Nel 2016 ha ricoperto il ruolo di Pure side nel cortometraggio Giulia diretto da Salvatore De Chiara.
Dal 2018 al 2023, insieme ad Alan Palmieri ed Elisabetta Gregoraci, ha condotto il programma musicale Battiti Live, in onda su Radionorba e Italia 1.
Nel 2018 ha ottenuto un provino per entrare a far parte del cast della serie Don Matteo nel ruolo di Sofia Gagliardi. Nello stesso anno è stata scelta da Leonardo Pieraccioni per recitare nel suo film, Se son rose con il ruolo di Yolanda e successivamente ha ricevuto il premio Charlot nella categoria "Rivelazione fiction". Nello stesso anno ha partecipato al Giffoni Film Festival. Nel medesimo anno ha preso parte al videoclip musicale Mi chiedevo se di Francesco Sole. Il 23 febbraio 2019 è stata testimonial del marchio Kinder Ice Cream. Nello stesso anno la rivista Forbes Italia l'ha inserita tra gli under 30 italiani che avranno maggiore impatto nel futuro per la categoria intrattenimento.
Nel 2020 ha condotto il programma evento in streaming MAS for From Milan With Love - Next Gen, insieme a DJ Khaled e Max Brigante. Nello stesso anno ha preso parte al programma televisivo Vieni da me, in onda su Rai 1 con la conduzione di Caterina Balivo. Nello stesso anno ha preso parte al videoclip musicale Sembro matto di Max Pezzali.
Nel 2021 ha interpretato il ruolo di Martina nel cortometraggio La regina di cuori diretto da Thomas Turolo ed ha pubblicato il suo primo libro edito da Mondadori, Oltre. Nel 2021 ha condotto il programma Battiti Summer Trend, spin-off di Battiti Live in onda sulla piattaforma Mediaset Infinity.
Nel 2022, insieme ad Elenoire Casalegno e Nicolò De Devitiis, ha condotto Battiti Live presenta: MSC Crociere - Il viaggio della musica, spin-off di Battiti Live. Nello stesso anno, insieme a Rebecca Staffelli, ha condotto l'evento musicale Coca Cola Summer Festival, in onda su Radio 105 TV. Nel 2022 ha ricoperto il ruolo di Mia nel cortometraggio La bambola di pezza diretto da Nicola Conversa.
Nel 2022 ha iniziato a condurre il programma 105 Summer Compilation su Radio 105. Dall'11 settembre 2022 conduce 105 Loves Music, programma radiofonico in onda tutte le domeniche su Radio 105. Nel 2023 ha interpretato il ruolo di Greta nel docu-film televisivo Pooh - Un attimo ancora diretto da Nicola Conversa. Nello stesso anno ha condotto gli eventi musicali Love Mi (in onda su Italia 1) con Max Angioni e Tezenis Summer Festival (in onda su Radio 105 TV) con Rebecca Staffelli.
Nel 2023 e nel 2024, insieme a Marco Guacci, ha condotto il programma Insieme nel 2024, in onda su Radionorba TV. Nel 2024, insieme a Daniele Battaglia e a Dario Micolani, ha condotto l'evento musicale 105 Summer Festival, in onda su Radio 105 TV. Il 12 dicembre dello stesso anno ha presentato il Premio Donne per Napoli dal teatro Posillipo, andato in onda su Canale 8. Dall'8 al 15 febbraio 2025, insieme ai conduttori Bianca Guaccero e Gabriele Corsi, è stata la co-conduttrice del PrimaFestival, in occasione del 75º Festival di Sanremo, dopo essere stata annunciata da Carlo Conti il 27 dicembre 2024. Dal 6 giugno al 4 luglio 2025, insieme a Daniele Battaglia, è tornata a condurre l'evento musicale 105 Summer Festival su Radio 105 TV.

## Filmografia

### Cinema
- Se son rose, regia di Leonardo Pieraccioni (2018)

### Televisione
- Violetta, regia di Antonio Frazzi – miniserie TV, 1 episodio (2011)
- Don Matteo – serie TV, 35 episodi (2018-2020)
- Pooh - Un attimo ancora, regia di Nicola Conversa – film TV (2023)

### Cortometraggi
- Il mozzicone equilibrista, regia di Luigi Scaglione (2013)
- Giulia, regia di Salvatore De Chiara (2016)
- La regina di cuori, regia di Thomas Turolo (2021)
- La bambola di pezza, regia di Nicola Conversa (2022)

### Videoclip musicali
- Mi chiedevo se di Francesco Sole (2018)
- Sembro matto di Max Pezzali (2020)

## Programmi televisivi
- Battiti Live (Radionorba TV, Italia 1, 2018-2023)
- Battiti Live presenta: MSC Crociere - Il viaggio della musica (Radionorba TV, Italia 1, 2022)
- Summer Festival (Radio 105 TV, dal 2022)
- Love Mi (Italia 1, 2023)
- Insieme nel 2024 (Radionorba TV, 2023-2024)
- Premio Donne per Napoli (Canale 8, 2024)
- PrimaFestival (Rai 1, 2025) - co-conduttrice

## Web TV
- MAS for From Milan With Love - Next Gen (Radio Rossonera, ACMilan, TIDAL.com, 2020)
- Battiti Summer Trend (Mediaset Infinity, 2021)

## Radio
- 105 Summer Compilation (Radio 105, dal 2022)
- 105 Loves Music (Radio 105, dal 2022)

## Opere
- Mariasole Pollio, Oltre, Mondadori, 2021, ISBN 9788851081478.

## Riconoscimenti
- Forbes Italia
  - 2019 – Inserimento tra gli under 30 italiani di maggiore impatto nel futuro nella categoria "Intrattenimento"[18]
- Premio Charlot
  - 2018 – Vincitrice nella categoria "Rivelazione fiction"[14]